# Josef Pospíšil (architekt)

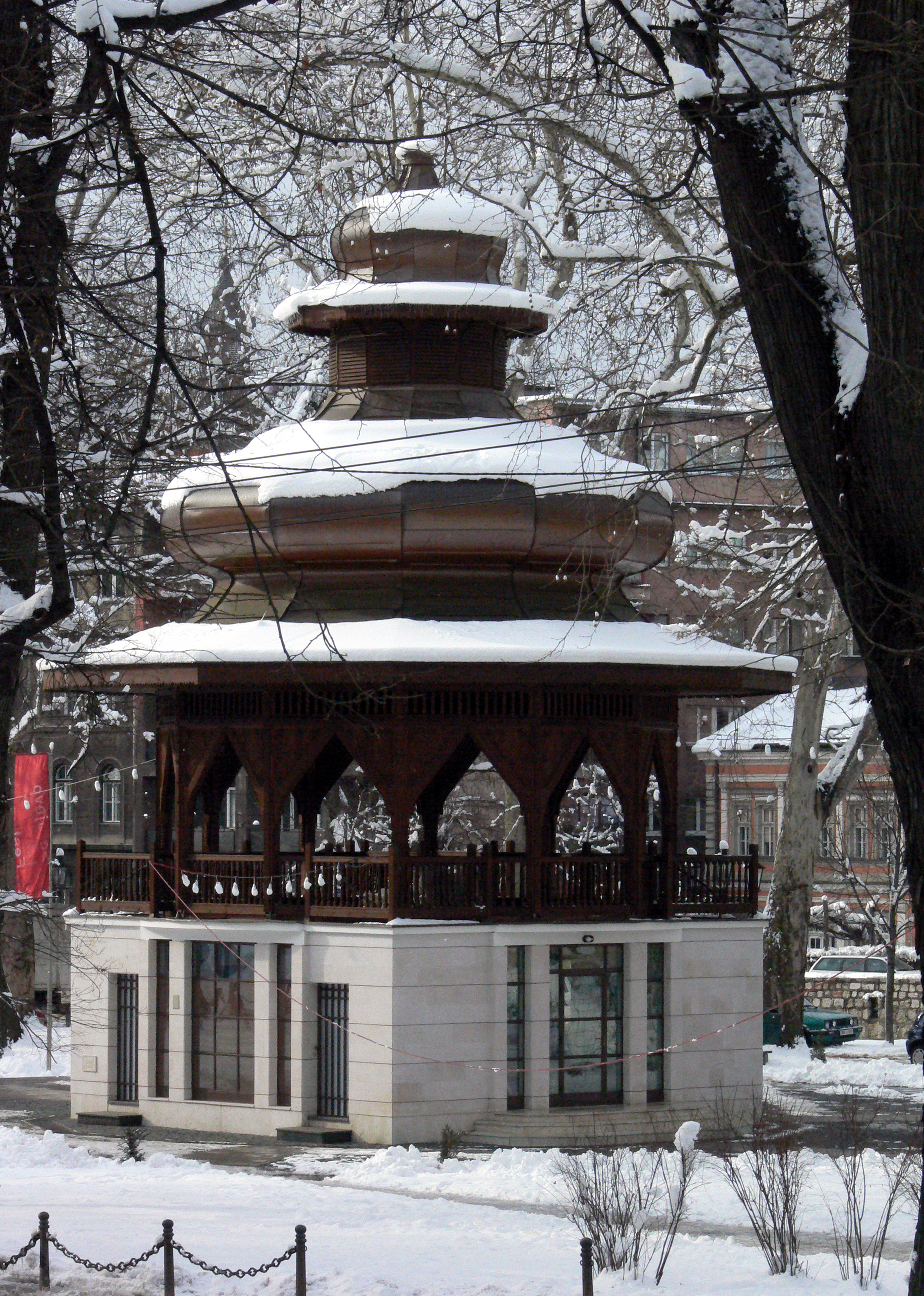
Hudební pavion v Sarajevu, vybudován v roce 1913 dle projektu Josefa Pospíšila

Josef Pospíšil (12. února 1868, Nahošovice – 28. listopadu 1918, Sarajevo, Rakousko-Uhersko) byl český architekt.

## Život
Pospíšil studoval v Brně a ve Vídni, kde později pracoval na Akademii výtvarných umění. Poté pracoval v různých ateliérech po celé Evropě. Nakonec přijal místo na technickém úřadě v bosenské Tuzle.
V roce 1902 zvítězil v soutěži na řešení severní strany Náměstí míru na pražských Vinohradech, kde v následujících letech navrhl řadu dalších činžovních domů, zejména v novobarokním stylu.

Od roku 1908 žil a působil v bosenské metropoli Sarajevu v době jeho rozvoje pod Rakousko-uherskou správou na přelomu 19. a 20. století. Byl rovněž autorem prvního urbanistického plánu města.
Josef Pospíšil navrhl například Hudební pavilon, který se nachází v centru města, a který byl zrekonstruován v roce 2004. Rovněž také budovu islámské nadace (vakufu), která byla dokončena v roce 1912, hasičská kasárna z roku 1912, Palác Musafija (1911-1913) a částečně i budovu Zemského muzea. Spolupracoval s chorvatským architektem Josipem Vancašem. Pospíšil byl značně ovlivněn secesní architekturou a kritizoval historizující architekturu (byť její prvky lze u jeho návrhů rovněž nalézt).[zdroj?] Vytvořil takový styl, se kterým se po první světové válce Bosna a Hercegovina ztotožnila a považuje ho za svůj vlastní.
Zemřel 28. listopadu 1918 v Sarajevu ve věku 50 let.